# がくえんゆーとぴあ まなびストレート!のアルバムの一覧
がくえんゆーとぴあ まなびストレート!のアルバムの一覧（がくえんゆーとぴあ まなびストレートのアルバムのいちらん）では、テレビアニメ『がくえんゆーとぴあ まなびストレート!』のアルバムについて述べる。

## 主題歌

### A Happy Life
「A Happy Life」は、林原めぐみのシングル。2007年2月7日、スターチャイルドより発売された。「A Happy Life」はテレビシリーズのオープニングテーマ、「Lucky & Happy」はエンディングテーマとして用いられた。
1. A Happy Life [3:38]
2. Lucky & Happy [4:26]
3. A Happy Life （Off Vocal Version） [3:38]
4. Lucky & Happy （Off Vocal Version） [4:26]

## オリジナルサウンドトラック

### アンサンブル I
『がくえんゆーとぴあ まなびストレート! オリジナルサウンドトラック 聖桜生徒会 アンサンブル I』（がくえんゆーとぴあ まなびストレート オリジナルサウンドトラック せいおうせいとかい アンサンブル I）は、1作目のテレビシリーズオリジナルサウンドトラックである。2007年2月21日、スターチャイルドより発売された。
2枚組になっており、ディスク1にはアニメで使用されたBGM、ディスク2には各キャラクターのキャラクターソングミニアルバムに収録されたキャラクターソングのアレンジバージョンを収録している。

#### ディスク1
1. A Happy Life TV Size Ver. [1:35]
歌：林原めぐみ
2. 朝の風景 [2:11]
3. 生徒会書記、稲森光香記す [1:33]
4. まなびストレート! [1:52]
5. Regret [1:39]
6. intermission [1:47]
7. 浮雲 [1:31]
8. おだやかな日常 [3:26]
9. Ever Green [2:43]
10. 精霊の踊り [1:07]
11. Rainy Blue [1:38]
12. 届かぬ願い [2:18]
13. あせり [4:02]
14. どうなる、聖桜生徒会 [2:30]
15. 夢の跡 [1:21]
16. やわらかな日々 [3:04]
17. 準備開始 [2:38]
18. 仲間 [2:07]
19. 聖桜生徒会、ファイト! [3:27]
20. あきらめない [1:31]
21. まっすぐゴー! [2:00]
22. Lucky & Happy TV Size Ver. [1:32]
歌：林原めぐみ

#### ディスク2
作詞・作曲は下記のキャラクターミニアルバムを参照。
1. まっすぐ大作戦♪ Trance Mix [4:29]
歌：天宮学美（堀江由衣）
編曲：渡部チェル
2. 生徒会室REVOLUTION 潮風吹込む生徒会室 Version [4:03]
歌：天宮学美（堀江由衣）
編曲：ジャック・伝ヨール
3. ふんわか・おれんじ ふんわか House Mix [5:03]
歌：稲森光香（野中藍）
編曲：Hie
4. school days Electronic Pop Version [4:40]
歌：稲森光香（野中藍）
編曲：渡部チェル
5. トモダチくらいじゃモノたんないっ シェフの気まぐれレゲトン Mix [6:10]
歌：上原むつき（井上麻里奈）
編曲：DANCE☆MAN
6. ヒーロースタイル ジプシーなスタイルで Version [3:58]
歌：上原むつき（井上麻里奈）
編曲：ジャック・伝ヨール
7. ルールde MY秩序 Swing Version [3:57]
歌：衛藤芽生（平野綾）
編曲：渡部チェル
8. しあわせの輪っか Blitz Garage Version [4:20]
歌：衛藤芽生（平野綾）
編曲：渡部チェル
9. ねむねむドキュメンタリイ ねむいのにGet Up & Dance! Mix [5:57]
歌：小鳥桃葉（藤田咲）
編曲：DANCE☆MAN
10. 毎日がメリーゴーランド Ultimate Mix [5:00]
歌：小鳥桃葉（藤田咲）
編曲：Hie

### アンサンブル II
『がくえんゆーとぴあ まなびストレート! オリジナルサウンドトラック 聖桜生徒会 アンサンブル II』（がくえんゆーとぴあ まなびストレート オリジナルサウンドトラック せいおうせいとかい アンサンブル II）は、2作目のテレビシリーズオリジナルサウンドトラックである。2007年5月16日にスターチャイルドより発売された。
2枚組になっており、ディスク1にはアニメで使用されたBGM、ディスク2にはキャラクターソングを収録している。

#### ディスク1
1. 風の通り道 [2:02]
2. 放課後 [1:12]
3. 大切な場所 [1:37]
4. Ever Green Piano Ver. [2:43]
5. 夜曲 [2:34]
6. 想い [1:58]
7. シナモン・シュガーレイズド [3:04]
8. 夕影 [2:59]
9. 迫りくる不安 [2:39]
10. Outbreak [5:23]
11. 少女の憂鬱 [1:17]
12. 夕凪 [1:55]
13. さくらいろのみらい [1:54]
14. 再出発 [2:53]
15. ここから始まる物語 [2:22]
16. トモダチからナカマへ [2:24]
17. A Happy Life （最終話ver.） [2:22]
歌：天宮学美（堀江由衣）、稲森光香（野中藍）、上原むつき（井上麻里奈）、衛藤芽生（平野綾）、小鳥桃葉（藤田咲）
編曲：渡辺拓也

#### ディスク2
1. ち・ぐ・は・ぐ [3:16]
歌：天宮学美（堀江由衣）＆稲森光香（野中藍）
作詞：ふじのマナミ、作曲・編曲：太田雅友
2. 100カラットジュエル☆ [3:33]
歌：上原むつき（井上麻里奈）＆衛藤芽生（平野綾）
作詞：こだまさおり、作曲・編曲：大久保薫
3. ニュース・Why・Mo・Mo [3:51]
歌：小鳥桃葉（藤田咲）
セリフ：天宮学美（堀江由衣）、稲森光香（野中藍）、上原むつき（井上麻里奈）、衛藤芽生（平野綾）
作詞：斉藤謙策、作曲・編曲：渡部チェル
4. 聖桜学園校歌 [5:32]
歌：天宮学美（堀江由衣）
作詞：逢瀬祭・ufotable、作曲・編曲：横山マサル
テレビアニメ第1話挿入歌新録バージョン

### 聖桜学園学園祭
『がくえんゆーとぴあ まなびストレート! 聖桜学園学園祭』（がくえんゆーとぴあ まなびストレート! せいおうがくえんがくえんさい）は、テレビシリーズ第11話の挿入歌を収録したシングルである。2007年3月21日、スターチャイルドより発売された。
1. 聖桜学園校歌 学園祭Ver. [2:55]
作詞：逢瀬祭・ufotable、作曲・編曲：横山マサル
歌：天宮学美（堀江由衣）
2. 桜舞うこの約束の地で [3:43]
作詞：金月龍之介、作曲・編曲：横山マサル
歌：軽音楽部の生徒（茅原実里）
3. 聖桜学園校歌 学園祭Ver. （Instrumental）
4. 桜舞うこの約束の地で （Instrumental）

### ミラクルストレート!
『ミラクルストレート!』は、PlayStation 2用ソフト『がくえんゆーとぴあ まなびストレート! キラキラ☆Happy Festa!』のキャラクターソングを収録したアルバムである。2007年4月7日、スターチャイルドより発売された。『ミラクルストレート!』はゲームのオープニングテーマとして用いられ、『夢・パノラマワイド』は同ゲームのエンディングテーマとして用いられている。
1. ミラクルストレート! [4:34]
歌：天宮学美（堀江由衣）、稲森光香（野中藍）、上原むつき（井上麻里奈）、衛藤芽生（平野綾）、小鳥桃葉（藤田咲）
作詞：こだまさおり、作曲：高橋浩平、編曲：渡辺拓也
2. 夢・パノラマワイド （まなびVersion） [2:03]
歌：天宮学美（堀江由衣）
3. 夢・パノラマワイド （みかんVersion） [2:03]
歌：稲森光香（野中藍）
4. 夢・パノラマワイド （むつきVersion） [2:03]
歌：上原むつき（井上麻里奈）
5. 夢・パノラマワイド （めいVersion） [2:03]
歌：衛藤芽生（平野綾）
6. 夢・パノラマワイド （ももVersion） [2:04]
歌：小鳥桃葉（藤田咲）
2 - 6の作詞：くまのきよみ、作曲：中村望、編曲：酒井ミキオ
7. ミラクルストレート! (Instrumental) [4:33]
8. 夢・パノラマワイド Full Size (Instrumental) [3:51]

### mst!SPECIAL CD
『mst!SPECIAL CD』（まなびストレート スペシャル シーディー）は、テレビシリーズのDVD期間限定盤封入特典のシングルである。2007年10月10日、スターチャイルドより発売されたキャラクターソングを収録している。
1. 夢・パノラマワイド フルサイズVer.
歌：天宮学美（堀江由衣）、稲森光香（野中藍）、上原むつき（井上麻里奈）、衛藤芽生（平野綾）、小鳥桃葉（藤田咲）
ゲーム『がくえんゆーとぴあ まなびストレート! キラキラ☆Happy Festa!』エンディングテーマ全員バージョンのフルサイズバージョン
2. 聖桜学園校歌 1話O.A. Ver.
歌：天宮学美（堀江由衣）
テレビアニメ第1話挿入歌

## キャラクターミニアルバム
『まなびストレート! キャラクターミニアルバム』は、5人のメインキャラクターによるキャラクターソングのシリーズである。アーティストは、天宮学美役の堀江由衣、稲森光香役の野中藍、上原むつき役の井上麻里奈、衛藤芽生役の平野綾、小鳥桃葉役の藤田咲である。各CDにはプロモーション映像がCD-EXTRA形式で収録されている。

### 天宮学美
『まなびストレート!キャラクターミニアルバム 天宮学美』（まなびストレート キャラクターミニアルバム あまみやまなみ）は、1作目のキャラクターミニアルバムである。2006年9月6日、スターチャイルドより発売された。天宮学美（堀江由衣）のキャラクターソングを収録している。
1. まっすぐ大作戦♪ [3:49]
作詞：くまのきよみ、作曲：三澤康広、編曲：渡部チェル
2. 生徒会室REVOLUTION [3:27]
作詞：くまのきよみ、作曲・編曲：菊谷知樹
3. まっすぐ大作戦♪ （Instrumental）
4. 生徒会室REVOLUTION （Instrumental）

### 稲森光香
『まなびストレート!キャラクターミニアルバム 稲森光香』（まなびストレート キャラクターミニアルバム いなもりみか）は、2作目のキャラクターミニアルバムである。2006年10月4日、スターチャイルドより発売された。稲森光香（野中藍）のキャラクターソングを収録している。
1. ふんわか・おれんじ [3:48]
作詞：くまのきよみ、作曲：Rie、編曲：菊谷知樹
2. school days [4:44]
作詞：椎名可憐、作曲：宮島律子、編曲：渡部チェル
3. ふんわか・おれんじ （Instrumental）
4. school days （Instrumental）

### 上原むつき
『まなびストレート!キャラクターミニアルバム 上原むつき』（まなびストレート キャラクターミニアルバム うえはらむつき）は、3作目のキャラクターミニアルバムである。2006年11月8日、スターチャイルドより発売された。上原むつき（井上麻里奈）のキャラクターソングを収録している。
1. トモダチくらいじゃモノたんないっ [4:19]
作詞：くまのきよみ、作曲：古賀稔宏、編曲：渡辺拓也
2. ヒーロースタイル [2:59]
作詞：こだまさおり、作曲：中村望、編曲：知野芳彦
3. トモダチくらいじゃモノたんないっ （Instrumental）
4. ヒーロースタイル （Instrumental）

### 衛藤芽生
『まなびストレート!キャラクターミニアルバム 衛藤芽生』（まなびストレート キャラクターミニアルバム えとうめい）は、4作目のキャラクターミニアルバムである。2006年12月21日、スターチャイルドより発売された。衛藤芽生（平野綾）のキャラクターソングを収録している。
（全作詞：こだまさおり、作曲・編曲：渡辺拓也）
1. ルールde MY秩序 [3:29]
2. しあわせの輪っか [4:28]
3. ルールde MY秩序 （Instrumental）
4. しあわせの輪っか （Instrumental）

### 小鳥桃葉
『まなびストレート!キャラクターミニアルバム 小鳥桃葉』（まなびストレート キャラクターミニアルバム おどりももは）は、5作目のキャラクターミニアルバムである。2007年1月1日、スターチャイルドより発売された。小鳥桃葉（藤田咲）のキャラクターソングを収録している。
1. ねむねむドキュメンタリイ [3:52]
作詞：くまのきよみ、作曲：宮島律子、編曲：菊谷知樹
2. 毎日がメリーゴーランド [3:44]
作詞：こだまさおり、作曲・編曲：鶴由雄
3. ねむねむドキュメンタリイ （Instrumental）
4. 毎日がメリーゴーランド （Instrumental）